# Chrysopilus binoculatus
Chrysopilus binoculatus är en tvåvingeart som beskrevs av Edwards 1915. Chrysopilus binoculatus ingår i släktet Chrysopilus och familjen snäppflugor. Inga underarter finns listade i Catalogue of Life.